# General Mills
General Mills ist ein US-amerikanisches Unternehmen der Nahrungsmittelindustrie und gehört mit einem Umsatz von 18,9 Mrd. US-Dollar (2022) zu den 500 umsatzstärksten Konzernen der USA. Es ist der weltweit sechstgrößte Lebensmittelhersteller. Der Hauptsitz ist in Golden Valley, Minnesota, einem Vorort von Minneapolis. Das Unternehmen ist im Aktienindex S&P 500 gelistet. Die Produktpalette umfasst Frühstücksflocken, Fertiggerichte, Joghurt, Pizza, Pasta und vieles mehr.

## Geschichte
Die Geschichte des heutigen Konzerns General Mills geht auf das Jahr 1866 zurück, als der Gründer Cadwallader C. Washburn eine Getreidemühle am Mississippi nahe Minneapolis in Betrieb nahm. 1877 nahm Washburn mit John Crosby einen Partner auf, und das Unternehmen wurde fortan unter dem Namen Washburn Crosby Company weitergeführt. Diese Gesellschaft brachte die auch heute noch verfügbaren Frühstückscerealien Wheaties auf den Markt, die am Heiligabend des Jahres 1926 Gegenstand des ersten jemals ausgestrahlten Werbe-Jingles in den USA waren.
1928 entstand der heutige Name aus dem Zusammenschluss mehrerer regionaler Mühlen. Nachdem weitere Hersteller von Mehl dieser Allianz beitraten, entstand in kurzer Zeit der weltweit größte Produzent von Mehl, bestehend aus 27 Unternehmen in 16 US-Staaten. 1928 erfolgte auch der Gang an die Börse in New York.
Das Unternehmen wuchs im weiteren Verlauf mit der Produktion und dem Verkauf von Mehl und der Produktion und Markteinführung weiterer Frühstücksflocken und Backmittel.
Auch wenn sich General Mills immer auf den Bereich Nahrungsmittel konzentrierte, versuchte sich der Konzern zeitweilig auch in anderen Bereichen. So produzierte das Unternehmen Bügeleisen und erwarb in den 60er Jahren mit Rainbow Crafts (1965), Kenner (1967), Parker Brothers (1968), Palitoy (1968), dem französischen Spieleverlag Miro Company (1969), Denys Fisher Toys (1970), Meccano Frankreich (1971/72) und Meccano England (1981) mehrere Hersteller von Spielwaren. General Mills war auch im Bereich Schmuck und Bekleidung tätig. Ebenso kaufte und gründete General Mills Restaurantketten.
In den 1980er Jahren konzentrierte General Mills sich wieder auf die Linie Nahrungsmittel und verkaufte alle nahrungsmittelfernen Bereiche. So wurde Meccano 1985 verkauft und im selben Jahr Kenner und Parker Brothers zur Kenner Parker Toys Inc. fusioniert und 1987 an Tonka veräußert. Die Restaurants wurden 1995 als Darden Restaurants ausgegliedert und an die Börse gebracht.
2001 wuchs General Mills wieder durch den Kauf des Nahrungsmittelherstellers Pillsbury Company (u. a. Eigentümer von Häagen-Dazs (Eiscreme) und Green Giant (Tiefkühl- und Dosengemüse)) von dem britischen Spirituosen- und Bierkonzern Diageo. 2014 wurde der kalifornische Biolebensmittelhersteller Annie’s Inc. (Annie’s Homegrown), der zuletzt in den USA, Kanada, den Philippinen, Neuseeland und Großbritannien einen Jahresumsatz von insgesamt über 200 Mio. US-Dollar erzielt hatte, für rund 820 Mio. US-Dollar übernommen.

## Produkte und Marken auf dem deutschen Markt
In Deutschland ist General Mills mit den Marken Häagen-Dazs, Old El Paso, und Nature Valley vertreten. Über das Joint Venture Cereal Partners Worldwide S.A. mit Nestlé werden verschiedene Sorten Frühstücksflocken vertrieben. 
Die Marke für Aufbackwaren Knack & Back wurde gemeinsam mit dem gesamten europäischen Teigwarengeschäft Ende 2021 an die französische Cérélia SA verkauft. Der Verkauf wurde Anfang 2022 abgeschlossen.